# 理查德·科索拉波夫
理查德·伊万诺维奇·科索拉波夫（俄语：Ричард Иванович Косолапов，1930年3月25日—2020年11月15日），苏联及俄罗斯哲学家、共产主义理论家，莫斯科国立大学哲学系教授。

## 生平
1930年生于伏尔加格勒州新尼古拉耶夫斯基。1955年毕业于莫斯科国立大学哲学系。1955年至1958年，在共青团布良斯克州委员会工作。1958年至1959年，在阿尔马维尔师范学院任教。1959年至1961年，在莫斯科国立大学哲学系攻读全日制研究生，留校任助教，1962年获副博士学位。1964年至1966年，在苏联科学院世界社会主义体系经济研究所工作。1966年进入苏共中央宣传鼓动部工作，1971年在苏共中央马列主义研究院获哲学全博士学位。1974年至1976年，担任《真理报》第一副主编。1976年3月当选苏共中央候补委员。1976年3月至1986年3月，担任《共产党人》杂志主编。1981年3月升格为苏共中央委员。1986年开始担任莫斯科国立大学哲学系教授。1986年至1987年，担任系主任。苏联解体后，成为俄罗斯共产主义工人党领导人之一。2012年，当选苏联共产党俄罗斯共产主义工人党中央委员会委员。2017年，获俄罗斯联邦共产党中央委员会列宁奖。2020年11月15日逝世。